# Johanna Hagnová
Johanna Hagn, (* 27. ledna 1973 Wolfratshausen, Německo) je bývalá reprezentantka Německa v judu. Je majitelkou bronzové olympijské medaile z roku 1996.

## Sportovní kariéra
S judem začala v 10 letech v Beuerbergu pod vedením Kurta Polzera. Později se připravovala v Mnichově pod vedením Franze Dausche. V těžké vaze patřila mezi nejnižší, ale nízko položeným těžištěm, výborným pohybem zvládala porážet o hlavu vyšší soupeřky. Její taktikou bylo soupeřku utahat a v závěrů vybodovat kokou nebo jukem. Wazari nebo vítězství na ippon v jejím podání prakticky nebylo k vidění.
Seniorskou kariéru začala impozantně ziskem titulu mistryně světa ve 20 letech. V roce 1996 se kvalifikovala na olympijské hry v Atlantě a vybojovala bronzovou olympijskou medaili. V roce 1997 jí po zisku titulu mistryně Evropy postihlo vážné zranění, po kterém se jen pomalu vracela zpátky. Její místo reprezentační jedničky mezitím zaujala Sandra Köppenová, se kterou svedla nominační boj o účast na olympijských hrách v Sydney a prohrála. Následovala další zranění a konec sportovní kariéry.

## Výsledky
| Turnaj             | 1991       | 1992       | 1993       | 1994       | 1995       | 1996       | 1997       | 1998       | 1999       | 2000       |
| Turnaj             | 18         | 19         | 20         | 21         | 22         | 23         | 24         | 25         | 26         | 27         |
| Turnaj             | těžká váha | těžká váha | těžká váha | těžká váha | těžká váha | těžká váha | těžká váha | těžká váha | těžká váha | těžká váha |
| ------------------ | ---------- | ---------- | ---------- | ---------- | ---------- | ---------- | ---------- | ---------- | ---------- | ---------- |
| Olympijské hry     |            | —          |            |            |            | 3.         |            |            |            | —          |
| Mistrovství světa  | —          |            | 1.         |            | úč.        |            | —          |            | —          |            |
| Mistrovství Evropy | —          | —          | 7.         | úč.        | 5.         | 2.         | 1.         | —          | —          | 3.         |
| ME juniorů         | 2.         |            |            |            |            |            |            |            |            |            |